# Doutor Pedrinho
Doutor Pedrinho est une ville brésilienne du nord de l'État de Santa Catarina.

## Géographie
Doutor Pedrinho se situe dans la vallée du rio Itajaí, à une latitude de 26° 42′ 52″ sud et à une longitude de 49° 29′ 00″ ouest, à une altitude de 530 mètres. Sa population était de 3 604 habitants au recensement de 2010. La municipalité s'étend sur 376 km2.
Elle fait partie de la microrégion de Blumenau, dans la mésorégion de la Vallée du rio Itajaí.

## Villes voisines
Doutor Pedrinho est voisine des municipalités (municípios) suivantes :
- Rio dos Cedros
- Benedito Novo
- José Boiteux
- Itaiópolis
- Rio Negrinho